# История российских вооружённых сил
История вооружённых сил России — краткая история военной организации (Рать, Войска, Армии, Вооружённые Силы) России (Руси) некоторыми разделена на несколько временных периодов, с древнейших времён до настоящего времени.

## С древнейших времён до XIII века

### V—VIII века
О вооружении восточных славян до IX века преимущественно можно судить лишь по иностранным летописям. Прокопий Кесарийский, описывая славян VI века, сообщает, что они не имеют доспехов, вооружены лишь копьями (речь идёт о сулицах), небольшими щитами. Иоанн Эфесский сообщает о похожей ситуации, только не упоминает про щиты. Не подлежит сомнению также использование топоров славянского типа, можно предположить, что у многих имелись луки. Кроме того, византийцы описывают лишь отдельные восточнославянские племена, а вооружение и в последующем в разных областях Руси сильно различалось. Византийцы пишут, что славянами часто применялась диверсионная тактика войны. Славяне не только совершали набеги, но и в качестве наёмников участвовали во многих войнах на стороне Византии. Конницы у славян не было. На славян оказывали влияние разные народы, но преимущественно это были авары, византийцы, варяги.

### IX—XIII века

Памятник дружине Александра Невского на г. Соколиха во Пскове (1993 г.; ск. Козловский И. И.; арх. Бутенко П. С.)

Основной частью княжеского войска была дружина. В ней имелась чёткая классификация людей по уровню опытности и профессионализма. Она разделялась на старшую и младшую. В состав старшей дружины входили не только славяне, но и различные скандинавы, которые внесли свой вклад в формирование древнерусского воинства. Младшая разделялась на три подгруппы: отроки (военные слуги, которыми могли быть люди различных народностей), гриди (телохранители князя) и детские (дети старших дружинников). Позднее в младшей дружине появились новые категории — милостники (вооружаемые за счёт князя) и пасынки (прообраз шляхты). Известна и система служебного положения — после князя шли воеводы, затем тысяцкие, сотники, десятские. К середине XI века старшая дружина превратилась в боярство. Численность дружин точно неизвестна, но она была небольшой. У одного князя — вряд ли больше 2 000 человек. К примеру, в 1093 году у Великого князя Киевского Святополка Изяславича было 800 отроков. Но, помимо профессиональной дружины, в войнах могли принимать участие и свободные общинники из простого народа и городское население. В летописях они упоминаются как вои. Численность такого ополчения могла составлять несколько тысяч человек. При этом в некоторых походах женщины принимали участие наравне с мужчинами. Люди, жившие на границе, совмещали занятия ремеслом и сельским хозяйством с функциями пограничных войск. С XII века активно развивается конница, которая разделяется на тяжёлую и лёгкую. Русские не уступали никому из европейских народов в ратном деле.
Иногда на службу нанимались иностранцы. Чаще всего это были норманны, печенеги, потом половцы, венгры, берендеи, торки, поляки, балты, изредка даже болгары, сербы и немцы.
Основную часть войска составляла пехота. Но к тому времени уже имеется конница, сформированная для защиты от печенегов и других кочевников, с учётом венгерского опыта. Имелся и хороший флот, состоящий из ладей.
Тактика применялась различная, хотя и не очень многообразная. Распространённым боевым порядком была «стена». С флангов она могла прикрываться конницей. Ещё применялся «полчный ряд» — трёхзвенный боевой порядок, разделявшийся на центр и фланги.
Вооружение различалось, в зависимости от стратификации. Мечи в основном применяли старшие дружинники и гриди. Первоначально это были мечи каролингского типа, длины около 90 см. Археологические данные показывают, что многие мечи были французскими, какие применялись во всей Европе. Происхождение многих мечей не удаётся установить. Старейший найденный меч русского производства датируется X веком. В то же время арабские источники сообщают, что на Руси было очень хорошо развито производство мечей. Очень активно применяли боевые топоры двух типов — варяжские секиры на длинных рукоятях и славянские пехотные топорики. Широко было распространено ударное оружие — булавы с бронзовыми или железными навершиями. Кистени так же очень использовали, но как дополнительное оружие, а не основное. В X веке в Южной Руси приживаются сабли, более эффективные для борьбы с конными кочевниками. Поначалу они были массивными и слабо изогнутыми. В XIII веке начинается применение самого лучшего образца ударного оружия — шестопёра. Ещё одним типом оружия были чеканы и клевцы. Конечно же, применялись различные ножи, преимущественно скрамасакс и засапожник. Более простонародным оружием были ослопы. В народное ополчении, в случае бедности, применялось и дешёвое самодельное оружие — в частности вилы, цеп и деревянный ухват, который иногда неправильно называют рогатиной. Копья были нескольких типов. «Бронебойные» пехотные; кавалерийские; сулицы; противоконные рогатины. Ещё одним типом оружия была совня. Все умели пользоваться луками, поскольку они необходимы для охоты. Самострелы тоже использовались, но значительно реже. Метательные орудия известны на Руси не позднее X века.
Основным защитным снаряжением были щиты, каплевидные либо круглые. Шлемы на Руси всегда традиционно были куполообразной формы, исключение составляли лишь единицы. Но типы шлемов были различными — преимущественно конического и сфероконического. Такой же тип применялся у разных народов Азии. Но бытовали и западные полусферического типа. Шлемы снабжались наносьем для защиты лица и бармицей для защиты шеи сзади. В качестве доспехов применялись кольчуги, которые были широко распространены уже в X веке. Позднее появились и были более редкие пластинчатые и чешуйчатые доспехи.

## XIV—XV века
В силу различных причин, основная из которых — соседство азиатских народов (особенно монголов), — резко возросло значение конницы. Вся дружина стала конной и к концу этого периода преобразовалась в дворянское ополчение. На военную тактику также большое влияние оказали монголы: возросла подвижность конницы и применение ей обманных приёмов. То есть основу войска составляла довольно многочисленная дворянская конница, а пехота ушла на второй план.

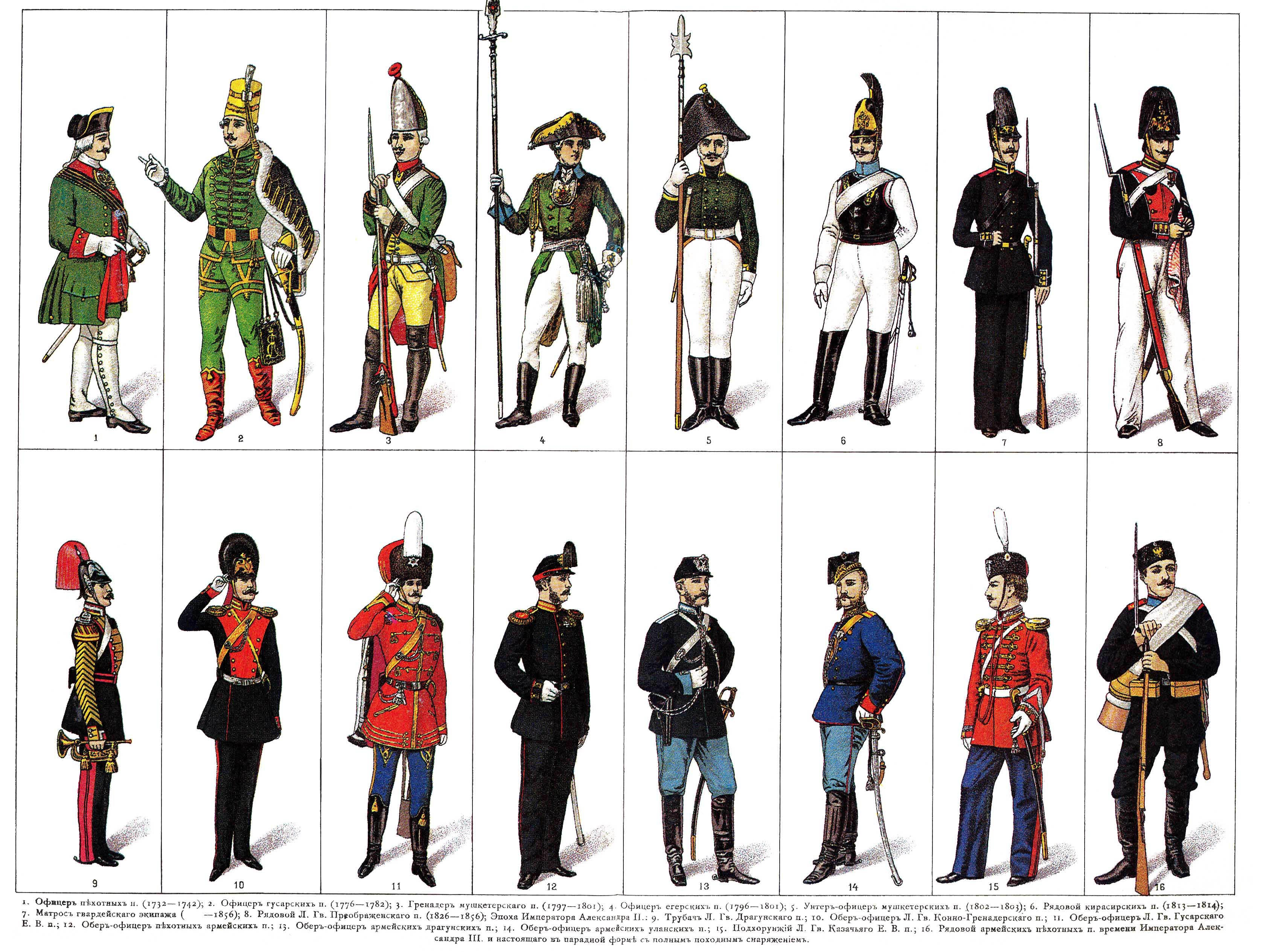
Военная униформа с XVII по XIX век

Огнестрельное оружие на Руси начало использоваться с конца XIV века. Точная дата неизвестна, но считается, что это произошло при Дмитрии Донском не позднее 1382 года. С развитием полевого огнестрельного оружия тяжёлая конница потеряла своё значение, но лёгкая могла эффективно ему противостоять, что, в частности, показала битва на Ворскле.
На рубеже XV—XVI веков шёл процесс перехода от феодального ополчения к постоянной общерусской армии. Её основу составляла дворянская поместная конница — государевы служилые люди, объединённые в полки под командованием великокняжеских воевод и поначалу не имевшие огнестрельного оружия. Его использовали пушкари и пищальники, первые сведения о которых относятся к началу XV века. В это же время формируется казачество.
При Иване III была введена система воинского набора на временную службу. Из городского населения формировались отряды пищальников. Из сельского — вспомогательные пехотные отряды — посошная рать. Была разработана чёткая система сбора ратных людей. Воинским командованием являлись великокняжеские воеводы. Дворянская конница была снабжена ручницами, удобными для стрельбы при езде.

## Единое Русское государство (XVI—XVII века)

Снаряжение в XVI веке

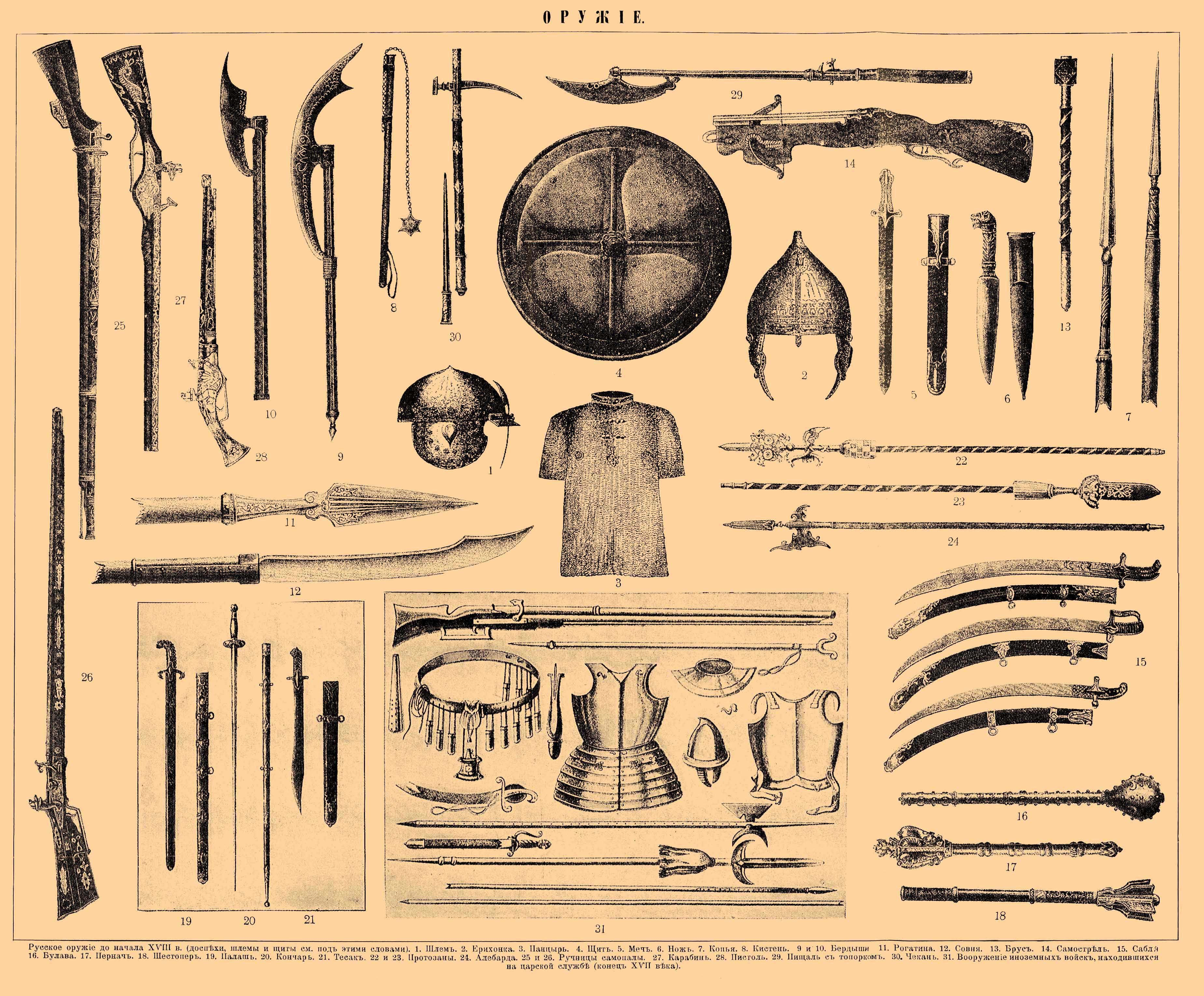
Оружие, используемое в России до XVIII века

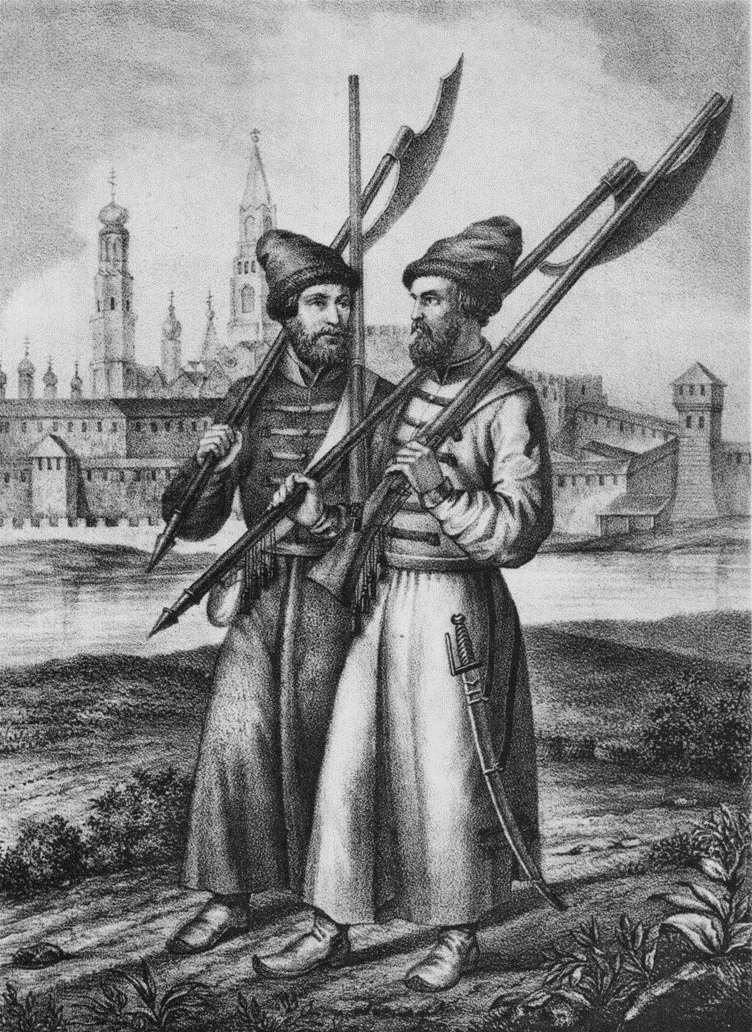
Стрельцы

При Иване IV Грозном появляется стрелецкое войско. Стрельцы — довольно многочисленная (несколько тысяч) пехота, вооружённая пищалями. Набиралась из числа городских и сельских жителей. Общая численность войск в середине XVI века могла быть доведена до 300 тысяч человек. Дворяне поставляли со ста четвертей хорошей земли по одному человеку с полным вооружением и лошадью. Для дальних походов — с двумя лошадьми и запасами на лето. Помещики поставляли одного человека с 50 дворов, или с 25 дворов в случае необходимости. Войско собиралось обычно к 25 марта. Неявившихся в назначенное место лишали поместья. Беспоместные (купцы, иностранцы, приказные и т. д.) получали за службу жалование — такие войска назывались кормовые.
Русское огнестрельное оружие было представлено различными пушками и пищалями. Поначалу пушки импортировали из Европы, но в конце XV — начале XVI века у нас организуется собственное широкомасштабное производство огнестрельных орудий. Имеются сведения об их экспорте в другие страны. Пищали были разных типов и назначений — как ручные так и станковые. Бытовали многоствольные пищали. В 1660-е годы русские пушечные мастера произвели нарезные пищали, которые не были распространены по причине трудности изготовления.
Холодное оружие не утратило своего значения, поскольку на перезарядку огнестрельного уходило значительное время. Использовались, прежде всего, сабли и бердыши, так же применяли перначи и некоторое другое оружие. Защитное снаряжение почти утратило свою роль, но ещё сохранялось по причине рукопашных схваток. Для защиты головы использовали шеломы и шишаки, в частности — ерихонки, а также шапки железные.

## Русская армия в Гражданской войне (1917—1922)
Офицерские кадры Русской императорской армии составили основу армий Белого движения, в которых были возрождены многие части Царской армии. В 1919 году единое командование в общероссийском масштабе формально осуществлялось Верховным Главнокомандующим всеми вооружёнными силами Российского государства (Русской армией) адмиралом Александром Колчаком. В его подчинении находились Вооружённые силы Юга России во главе с Заместителем Верховного Главнокомандующего генералом Антоном Деникиным, Восточный, Северный и Северо-Западный фронты, а также военно-морские силы и военное представительство России за границей.

### Добровольческая армия (1917—1920)
Добровольческая армия — оперативно-стратегическое объединение белогвардейских войск на юге России в 1917—1920 годах во время Гражданской войны.

### Вооружённые силы Юга России (1919—1920)
Образованы 8 января 1919 года в результате объединения для совместной борьбы с правительством большевиков Добровольческой армии и армии Всевеликого Войска Донского.

### Русская Армия (1920)
Оперативно-стратегическое объединение Белой армии в апреле-ноябре 1920 года на Юге России.

## Советский период
Вооружённые Силы Российской Федеративной Социалистической Республики начали формироваться в 1917 году в виде отрядов красногвардейцев и не имели исторической преемственности от Русской Императорской Армии и Флота. Официальной датой основания Рабоче-крестьянской Красной армии (РККА) считается день 23 февраля 1918 года. Военнослужащие и чиновники Русской Императорской Армии и Флота (военспец) внесли значительный вклад в их строительство. В годы Гражданской войны вооружение Красной армии ничем не отличалось от вооружения Белой армии. После образования СССР вначале на основе иностранных моделей, а позднее — собственных разработок, происходило дальнейшее развитие огнестрельного оружия, бронетехники, авиации и флота. В 1937 году на вооружение были приняты реактивные снаряды, немного позднее — реактивные системы залпового огня. Великая Отечественная война привела к значительному развитию военной техники. После неё маршал Георгий Жуков начал формировать диверсионные отряды спецназначения, а также разработано ядерное оружие. ВС СССР состояли из видов вооружённых сил: ракетные войска стратегического назначения, войска противовоздушной обороны страны, сухопутные войска, военно-воздушные силы, военно-морской флот и родов войск: пограничных и внутренних.